# Хуторо-Чаплине
Ху́торо-Ча́плине —  село в Україні, у Дубовиківській сільській громаді Синельниківського району Дніпропетровської області. Населення становить 678 осіб.

## Географія
Село Хуторо-Чаплине розташоване в центральній частині Синельниківського району на березі річки Чаплина, уздовж якої село витягнуто та 10 км. Річка в цьому місці пересихає, на ній зроблено кілька загат. На сході межує з селом Таранове та на заході з селищем Чаплине. Через село проходить автомобільна дорога Т 0406.

## Історія
7 (20) листопада 1917 року, відповідно до Третього Універсалу Української Центральної Ради, увійшло до складу Української Народної Республіки.
Під час Голодомору 1932—1933 років померло щонайменше 37 жителів села.
До 2020 року орган місцевого самоврядування — Шевченківська сільська рада.
12 червня 2020 року, відповідно до розпорядження Кабінету Міністрів України № 709-р від «Про визначення адміністративних центрів та затвердження територій територіальних громад Дніпропетровської області», увійшло до складу Дубовиківської сільської громади.
19 липня 2020 року, в результаті адміністративно-територіальної реформи та ліквідації Васильківського району, село увійшло до складу новоутвореного Синельниківського району.

## Населення

### Мова
Розподіл населення за рідною мовою за даними перепису 2001 року:
| Мова       | Кількість | Відсоток |
| ---------- | --------- | -------- |
| українська | 656       | 96.76%   |
| російська  | 22        | 3.24%    |
| Усього     | 678       | 100%     |

## Економіка
- ТОВ «Чаплинське»;
- ТОВ «Прогрес-Агро».

## Об'єкти соціальної сфери
- Школа(залишилася тільки будівля, сама школа не працює);
- Клуб;
- Фельдшерсько-акушерський пункт.

## Відомі люди
Уродженцями села є Герої Радянського Союзу Нортенко Василь Іванович (1922-2003) та Кайда Анатолій Григорович (1916-1997).
Також у селі проживає Кравченко Віра Іванівна — мати дванадцяти дітей, якій, Указом президента від 11 грудня 2006 року, було присвоєно почесне звання «Мати-героїня».

## Економіка
У селі працюють два великих сільгосппідприємства «Прогрес-Агро» та «Чаплинське».